# استیون آدامز (بازیکن فوتبال)
استیون آدامز (انگلیسی: Steven Adams؛ زاده ۲۸ سپتامبر ۱۹۸۴) یک بازیکن فوتبال اهل غنا است.
وی همچنین در تیم ملی فوتبال غنا بازی کرده‌است.